# 143 Records
143 Records est une société d'édition de disques américaine du producteur David Foster.
Les chiffres 1-4-3 sont dérivés des mots "I love you.".

## Histoire
Le producteur David Foster a signé un contrat avec Warner en 1995, ce qui lui a permis de créer son propre label .
Un des premiers artistes à signer était les Corrs.